# رهیاب اورانوس

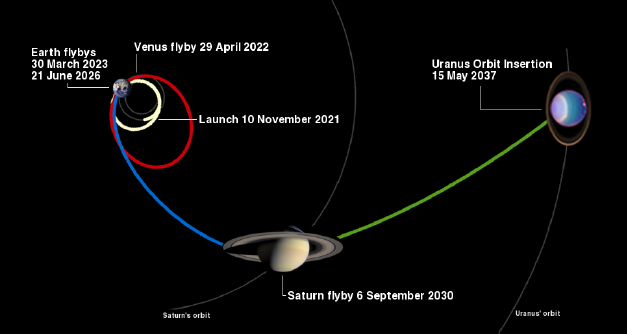
مسیری از رهیاب اورانوس.

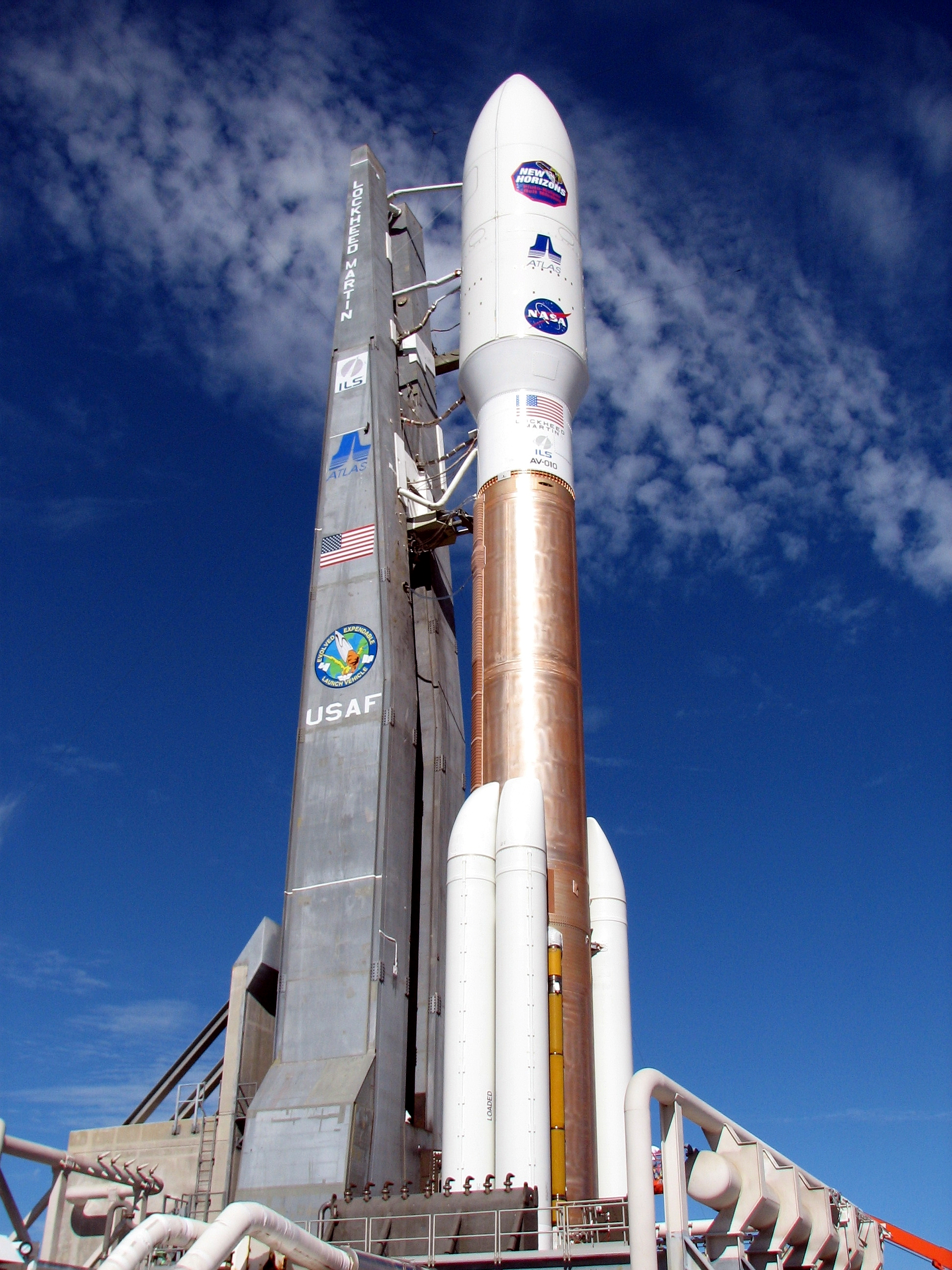
موشک اطلس V.

رهیاب اورانوس (به انگلیسی:Uranus Pathfinder) یک مفهوم مأموریتی برای منظومه اورانوس  بود که در دهه ۲۰۱۰ توسط آژانس فضایی اروپا ارزیابی شد. در سال ۲۰۱۱، دانشمندان آزمایشگاه علوم فضایی مولارد در بریتانیا، مأموریت مشترک ناسا و اسا اورانوس رهیاب به اورانوس را پیشنهاد کردند. این یک مأموریت کلاس متوسط (کلاس M) است که در سال ۲۰۲۲ پرتاب می‌شود و در دسامبر ۲۰۱۰ با امضای ۱۲۰ دانشمند از سراسر جهان به ESA ارسال شد. ESA هزینه ماموریت‌های کلاس M را ۴۷۰ میلیون یورو محدود کرده‌است. رهیاب اورانوس برای حمایت از چشم‌انداز کیهانی 2015-2025 ESA پیشنهاد شد. مطالعه مأموریت شامل چندین ترکیب احتمالی از تاریخ پرتاب، مسیرها، و پرش‌ها (کمک‌های گرانشی)، از جمله پروازهای زمین، زهره، و سیاره زحل. در واقع، این مطالعه اشاره کرد که الزامات تغییر سرعت فقط کمی بیشتر از مأموریت‌های معمولی به زحل در این دوره است.
در مفهوم پایه، UP یک مأموریت دوجانبه ای اس ای و ناسا است و در ژانویه ۲۰۲۵ در یک انتقال بین سیاره‌ای زهره-زمین-زمین به اورانوس روی اطلس V 551 پرتاب می‌شود و در نوامبر ۲۰۳۷ پس از یک فاز کروز به مدت دوازده سال به مدار اورانوس می‌رسد.
محموله علمی دارای میراث قوی در اروپا و فراتر از آن است و شامل: دوربین زاویه باریک، طیف‌سنج تصویربرداری مرئی/نزدیک به IR، بولومتر مادون قرمز حرارتی، علوم رادیویی، مغناطیس سنج، آشکارساز امواج رادیویی و پلاسما، و آشکارساز پلاسما است.
این مأموریت از ایستگاه‌های ارتباطی زمین در نیو نورسیا (باند X) و Cebreros (باند X و K a) در طول سفر طولانی خود به منظومه اورانوس استفاده خواهد کرد.
ترکیبات احتمالی کمک گرانشی /پرواز مورد مطالعه:
- VVE (زهره-زهره-زمین)
- VEE
- EVVE
- VEES (زهره-زمین-زمین-زحل)
- VVEES

برای نیرو، پیشنهاد استفاده از یک ژنراتور ترموالکتریک رادیوایزوتوپ اروپایی مبتنی بر americium-241 را پیشنهاد می‌کند که MMRTG و ASRG ناسا به‌عنوان گزینه‌های پشتیبان احتمالی ذکر شده‌اند که قدرت بیشتری را فراهم می‌کنند.